# ナブロンゴ空港
ナブロンゴ空港（Navrongo Airport/Paga Airstrip）もしくはパガ飛行場は、ガーナのアッパー・イースト州カッセナ=ナンカナ郡、ナブロンゴとパガにある飛行場。